# Русалка в Парижі
«Русалка в Парижі» (фр. Une sirène à Paris, англ. A Mermaid in Paris) — фільм у жанрі фентезі від французького режисера Матіаса Мальзье, автора однойменного роману. У картині зіграли Мерилін Ліма, Ніколя Дювошель, Чеки Каріо, Россі де Пальма і Романа Боренже.
Прем'єра у Франції відбулася 11 березня 2020 року.

## Сюжет
Він — талановитий артист з неймовірною харизмою і прекрасним почуттям гумору. Однак його серце — неприступний бастіон навіть для найкарколомніших дівчат Парижа. Все зміниться, коли, гуляючи по нічній набережній Сени, він зустріне справжню русалку. Тепер для музиканта не має значення, що любов до цих красунь століттями губила серця чоловіків…

## В ролях
- Мерилін Ліма — Лула
- Ніколя Дювошель — Гаспар
- Чеки Каріо — Каміль
- Россі де Пальма — Россі
- Романа Боренже — Мілена
- Лола Бессі — Пін-ап

## Виробництво
Зйомки фільму проходили в Парижі і Македонії з серпня по жовтень 2019 року.

## Маркетинг
Оригінальний французький трейлер картини був опублікований в мережі 29 січня 2020 року.